# Montserrat Freixer i Puntí
Montserrat Freixer i Puntí (Barcelona, 1933) és una activista contra el càncer. És presidenta d'Osona Contra el Càncer, una entitat que aplega més de 2.500 associats i que mobilitza un miler de voluntaris i voluntàries a través de les 45 delegacions locals que té a la comarca. El 2017 se li va concedir la Creu de Sant Jordi per la tasca desenvolupada en la lluita contra aquesta malaltia.